# ريمجيبانت
يُباع ريمجيبانت تحت الاسم التجاري Nurtec ODT، وهو دواء يستخدم لعلاج الصداع النصفي والوقاية منه. يؤخذ عن طريق الفم، و مفعوله يبدأ خلال ساعتين تقريبا وقد تستمر التأثيرات لمدة 48 ساعة على أكثر تقدير.
تشمل الآثار الجانبية الشائعة الغثيان وآلام البطن. قد تشمل الآثار الجانبية الأخرى ردود فعل تحسسية. السلامة خلال الحمل والرضاعة الطبيعية غير واضحة. وهو يعمل عن طريق منع مستقبلات CGRP.
وُوفق على استخدام ريمجيبانت طبيًا في الولايات المتحدة في عام 2020. تبلغ تكلفته حوالي 120 دولارًا أمريكيًا للجرعة الواحدة اعتبارًا من عام 2021. أما في أوروبا أو المملكة المتحدة فلم تتم الموافقة عليه اعتبارًا من عام 2021 كذلك.